# Polyrhachis australis
Polyrhachis australis é uma espécie de formiga do gênero Polyrhachis, pertencente à subfamília Formicinae.